# شهیدنامه
شهیدنامه (انگلیسی: Martyrology) فهرستی از شهیدان، قدیسان و مبارکین (Beati) است که بر اساس ترتیب تقویم سالگرد یا جشن آن‌ها تنظیم می‌شود. در کلیسای لاتین، این اصطلاح امروزه به همین معنا پذیرفته شده و در کلیسای ارتدکس شرقی نزدیک‌ترین معادل آن «سیناکساریا» و نسخه‌های مفصل‌تر «مِنایا» هستند که گاهی با نام «منولوژیوم» شناخته می‌شوند.
شهیدنامه‌های محلی تنها سنت‌های یک کلیسای خاص را ثبت می‌کنند، اما معمولاً با افزودن نام‌هایی از کلیساهای همسایه یا منابع مکتوب غنی می‌شوند. با ترکیب این فهرست‌ها، شهیدنامه‌های عمومی شکل گرفتند. شهیدنامه‌های ساده فقط نام‌ها را می‌آورند، ولی شهیدنامه‌های تاریخی (یا «پَشِنِری‌ها») شرح کوتاهی از زندگی یا ماجرای شهادت قدیسان را هم شامل می‌شوند.
قدیمی‌ترین نمونه‌ها در سدهٔ چهارم در کلیسای روم دیده می‌شود، مانند «دپوزیتیو مارتیروم» و «دپوزیتیو اسقف‌ها». یکی از تأثیرگذارترین نمونه‌های محلی، «شهیدنامهٔ هیرونیمیان» منسوب به جروم است که در اواخر سدهٔ پنجم در ایتالیا تدوین شد و بعدها در گل و انگلستان بازنگری گردید. این اثر از شهیدنامه‌های عمومی شرق، روم، ایتالیا و آفریقا و نیز منابعی چون آثار اوسبیوس بهره برده است. نسخه‌های دست‌نویس آن مانند نسخهٔ اکترناخ (سدهٔ هشتم) در تطبیق با کلیسای انگلستان تغییر یافتند.
از سدهٔ نهم، شهیدنامه‌های تاریخی متعددی پدید آمد که از مهم‌ترین آن‌ها می‌توان به آثار بید (Bede)، فلوروس لیون، آدو وین، و به‌ویژه «شهیدنامهٔ اوسوار» اشاره کرد که مبنای «شهیدنامهٔ رومی» شد. نخستین نسخهٔ رسمی شهیدنامهٔ رومی در ۱۵۸۴ با تأیید پاپ گرگوری سیزدهم منتشر شد و کاردینال بارونیوس در ۱۵۸۶ نسخهٔ مشروح آن را با یادداشت‌های انتقادی عرضه کرد. پس از شورای دوم واتیکان، نسخهٔ بازبینی‌شدهٔ آن در ۲۰۰۱ و سپس ۲۰۰۴ منتشر شد که اکنون شامل حدود ۷۰۰۰ قدیس و مبارک مورد تأیید کلیسا است.
این متون علاوه بر جنبهٔ عبادی، از نظر تاریخی نیز اهمیت دارند، زیرا اطلاعات ارزشمندی از سنت‌های محلی و عمومی کلیسا، زندگی‌نامهٔ شهیدان، و گاه داده‌های تقویمی و آیینی ثبت کرده‌اند.